# Meryl Cassie
Meryl Danielle Cassie (2. travnja 1984.), novozelandska glumica i pjevačica afričkog i njemačkog podrijetla. 

## Životopis
Ona je najbolje poznata po svojoj ulozi nemilosrdne Ebony u kultnoj znanstveno-fantastičnoj seriji Pleme. Bila je u gostujućim ulogama i u ovim serijama: Shortland Street, Xena, princeza ratnica, Revelations: The Initial Journey i Hercules: The Legendary Journeys.
Rođena je u Georgeu, Cape Province, Južna Afrika, a 1987. emigrirala u Novi Zeland sa svojom obitelji zbog apartheida. Od svoje pete godine je znala da želi glumiti, a s devet je dobila prvu ulogu u kazalištu. Njezina prva uloga ispred kamera je bila u obiteljskom showu What Now.
Meryl je najmlađa od četvero djece. Ima brata Miquilla i sestre Megan i Monique. Majka joj se zove Barbara, a otac Daniel. Meryl je 16. rujna 2006. rodila sina Rylona Ngarina. Otac malog Rylona je Merylin dugogodišnji dečko Brendan Watt koji je novozelandski igrač ragbija. Meryline starije sestre su zajedno s njom glumile u 4. i 5. sezoni Plemena.

## TV produkcije
- 2002. - Revelations: The Initial Journey-Lucy,
- 2002. - Shortland Street-Cinnamon,
- 1999. – 2003. The Tribe-Ebony,
- 2000. - Xena: Princeza ratnica,
- 2000. - Hercules: The Legendary Journeys,
- 2004. - Novozelandski Idol,
- 2003. - Etter Skoletid,
- 2002. - What Now,
- 2001. - The Big Breakfast.

## Diskografija
- 2001. - The Tribe: You Belong To Me-German CD Single, The Tribe: Abe Messiah - Version 2 German Release Album,
- 2000. - The Tribe: Abe Messiah-CD Album